# The Cancel
The Cancel — український хіп-хоп проект, який грає музику у жанрі інструментального та абстрактного хіп-хопу. Заснований 2011 року у Львові як гурт та першопочатково складався з Андрія Зеленського та Дмитра Федосова. Однак згодом Федосов залишив гурт. Зеленський продовжив проект соло виступами, а також розширив гурт для живих виступів до шести людей. В такому складі гурт прийнято називати The Cancel Band.

## Ранні роки
Гурт був створений у 2011 році Андрієм Зеленським та Дмитром Федусовим. Хлопці без музичної освіти під впливом Ninja Tune вирішили творити абстрактний хіп-хоп. Саму назву придумали спонтанно, випадково назвавши The Cancel і погодившись на це.

## Склад
Після того, як проект залишив Федосов, гурт став фактично соло проектом Зеленського. Однак на живих виступах використовується розширений склад проекту:
- Андрій Зеленський — контроллер
- Олексій Яцина — саксофон
- Микола Зінченко — гітара
- Єгор Гавриленко — клавішні
- Ростислав Велеславович — бас
- Ростислав Швед (DJ Shon) — скретч

У Києві гурт вперше виступив у цьому складі у клубі Atlas наприкінці 2015 року, зібравши близько 700 людей. Як The Cancel Band, гурт планує роботу над випуском альбому.

## Дискографія

### Альбоми
- 2011 — Diversity
- 2011 — Reply From Space
- 2013 — Daybreak
- 2013 — Night Light
- 2015 — No Way to Say
- 2016 — Jungle
- 2017 — No Way To Stay
- 2017 — Night Light
- 2017 — The Case (як The Cancel Band)
- 2018 — Movement
- 2018 — Autumn

### Сингли та EP
- 2012 — Coffee Cafe EP
- 2013 — Sunshine
- 2013 — Ocean Soul
- 2013 — Collaboration
- 2019 — Prologue